# Estação San Bernardo
San Bernardo é uma estação da Linha 2 e Linha 4 do Metro de Madrid.

## História

Mapa da vizinhança e acessos.

A estação entrou em funcionamento em 21 de outubro de 1925. A estação que atende a Linha 4 começou a operar em março de 1941. 